# 橋本バイパス
橋本バイパス（はしもとバイパス）は、和歌山県橋本市を通る国道371号のバイパス道路である。

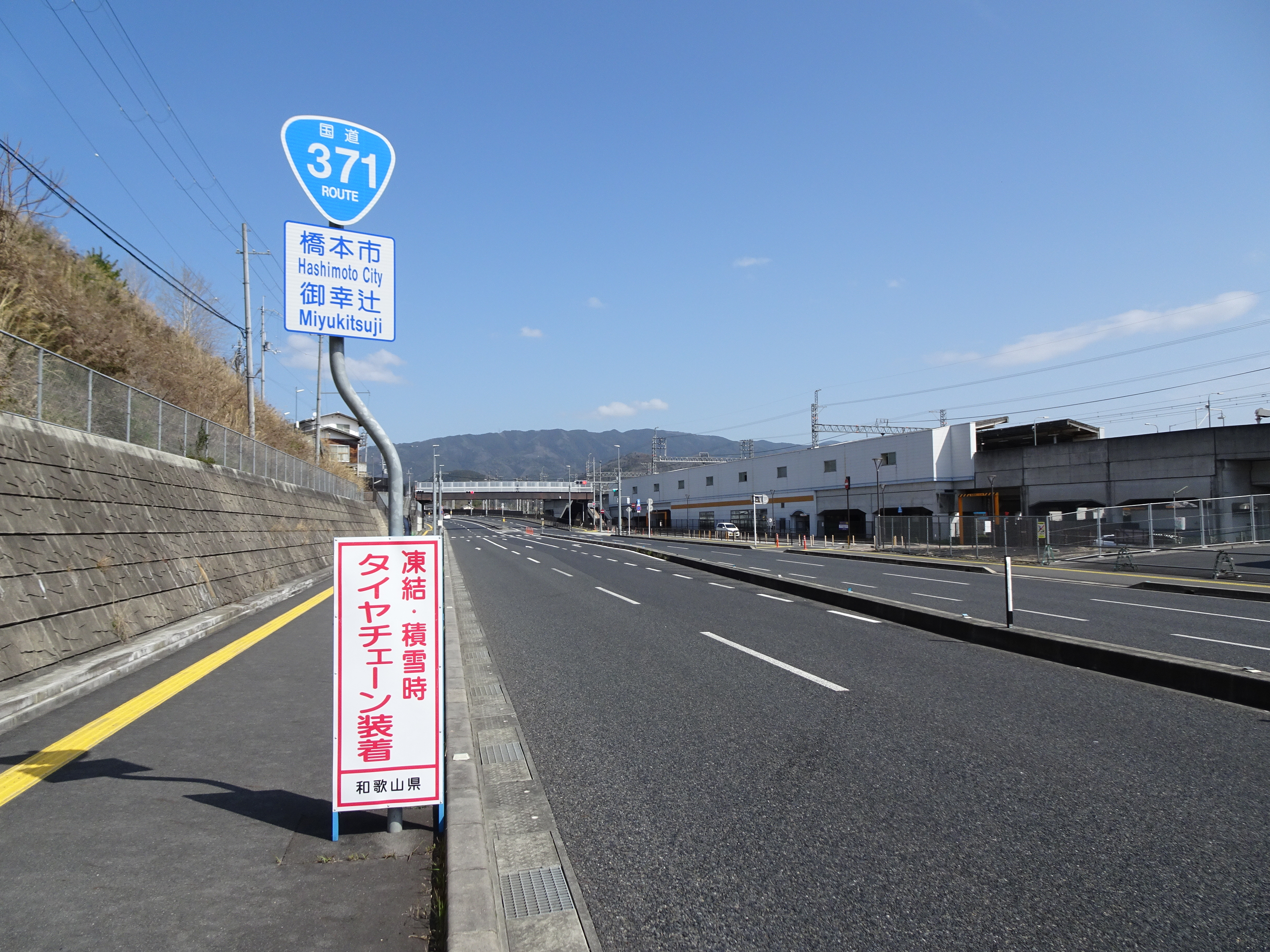
和歌山県橋本市御幸辻付近

## 概要
大阪府河内長野市から和歌山県橋本市までの区間の交通量増大に対応し、1989年（平成元年）に事業着手し、和歌山国体直前の2015年（平成27年）9月23日に全線4車線化完了。
大阪側の天見バイパスは1992年（平成4年）に事業着手し、府県境に新設する「天見紀見トンネル」は2013年（平成25年）11月に大阪府と和歌山県が建設に合意した。

### 路線データ
- 起点：和歌山県橋本市柱本
- 終点：和歌山県橋本市市脇
- 延長：6.9km（事業区間5.5km[注釈 1]　+　既設市道の転用1.4km）
- 車線：4車線[1]

## 現状
- 橋本市柱本- 同市慶賀野橋東詰交差点
  - 現行道路を4車線に拡幅
- 慶賀野橋東詰交差点 - 三石台一丁目南交差点
  - ニュータウン内の幹線三石台垂井線を国道指定しバイパスに転用
- 三石台一丁目南交差点 - 京奈和自動車道（橋本IC）
  - バイパス道路を新設。2014年（平成26年）一部暫定2車線で開通。2015年（平成27年）9月23日4車線化完了
- 京奈和自動車道（橋本IC）- 国道24号市脇交差点
  - 現行道路を4車線に拡幅（2006年（平成18年）完成）

## 接続する道路
- 和歌山県道105号山田御幸辻停車場線
- E24 京奈和自動車道 橋本IC
- 国道24号